# 9 Dead Alive
9 Dead Alive – album studyjny meksykańskiego duetu gitarowego Rodrigo y Gabriela. Wydawnictwo ukazało się 29 kwietnia 2014 roku nakładem wytwórni muzycznej ATO Records. Nagrania zostały zarejestrowane w październiku 2013 roku w Lumbini Studios w Meksyku. Płyta zawiera dziewięć własnych kompozycji, z których każda jest dedykowana jednemu artyście, który stanowił dla Rodrigo i Gabrieli inspirację.
Album dotarł do 22. miejsca listy Billboard 200 w Stanach Zjednoczonych sprzedając się w nakładzie, niewiele ponad 10 tys. egzemplarzy w pierwszym tygodniu od dnia premiery.

## Lista utworów
Opracowano na podstawie materiału źródłowego

Wszystkie utwory autorstwa duetu Rodrigo y Gabriela.
| Nr | Tytuł utworu              | Dedykacja                | Długość |
| -- | ------------------------- | ------------------------ | ------- |
| 1. | „The Soundmaker”          | Antonio de Torres Jurado | 4:53    |
| 2. | „Torito”                  | Animals and Nature       | 5:03    |
| 3. | „Sunday Neurosis”         | Viktor Frankl            | 5:16    |
| 4. | „Misty Moses”             | Harriet Tubman           | 4:39    |
| 5. | „Somnium”                 | Juana Inés de la Cruz    | 3:43    |
| 6. | „Fram”                    | Fridtjof Nansen          | 4:31    |
| 7. | „Megalopolis”             | Gabriela Mistral         | 5:01    |
| 8. | „The Russian Messenger”   | Fiodor Dostojewski       | 4:53    |
| 9. | „La Salle Des Pas Perdus” | Eleanor of Aquitane      | 3:02    |
|    |                           |                          | 41:01   |

## Twórcy
Opracowano na podstawie materiału źródłowego
| Rodrigo y Gabriela - Rodrigo Sánchez – gitara akustyczna, produkcja muzyczna - Gabriela Quintero – gitara akustyczna, produkcja muzyczna |  | Inni - Eugene Serebrennikov – oprawa graficzna - Fermin Vasquez Llera – inżynieria dźwięku - Chris Bellman – mastering - Andrew Scheps – miksowanie |

## Listy sprzedaży
| Lista                        | Kraj              | Pozycja |
| ---------------------------- | ----------------- | ------- |
| Billboard 200                | Stany Zjednoczone | 22      |
| Billboard Folk Albums        | Stany Zjednoczone | 2       |
| Billboard Digital Albums     | Stany Zjednoczone | 12      |
| Billboard Independent Albums | Stany Zjednoczone | 5       |
| Billboard Top Rock Albums    | Stany Zjednoczone | 7       |
| Billboard Tastemaker Albums  | Stany Zjednoczone | 6       |
| Billboard World Albums       | Stany Zjednoczone | 1       |